# James Burney
James Burney (13 de junio de 1750 - 17 de noviembre de 1821) fue un oficial de la marina inglesa.
Era hijo del músico y musicógrafo Charles Burney (1726-1814). Acompañó al capitán James Cook en sus dos últimos viajes, sustituyéndolo más tarde al frente de la HMS Discovery, formó parte en la campaña de la India, y murió con el grado de contraalmirante.

## Biografía
Sus primeros años
James Burney nació el 13 de junio de 1750 en la ciudad de Londres. Fue el hijo mayor del crítico, compositor y músico clásico, Dr. Charles Burney (1726-1814), y su primera esposa, Esther Sleepe (c. 1725-1762).
James era hermano de la novelista Fanny, Madame d'Arblay, y del erudito clásico, Charles Burney, y también era medio hermano de la novelista Sarah Burney.
Cuando cumplió los diez años de edad, fue enviado por su familia para unirse a la marina y trabajar como ayudante del capitán John Montagu, de la nave Princess Amelia, y luego se trasladó junto con su capitán al Magnanime en junio de 1762, en ambos casos bajo la flota del Almirante Sir Edward Hawk.
Entre 1763 y 1765 estuvo al servicio de Escocia a bordo del Níger, con el capitán Sir Thomas Adams.  A principios de 1766 se unió al capitán Richard Onslow a bordo del Aquilon, trabajando en América del Norte y en el Mediterráneo hasta el verano de 1769. A la edad de quince años había obtenido el grado de guardiamarina en el Aquilon.
Luego emprendió un viaje en el Greenwich, un Indiaman, saliendo en febrero de 1770 visitó Bombay y regresando a casa en mayo del año 71.
Viajes con el Capitán Cook
En 1772, John Montagu, cuarto Conde de Sandwich, le consiguió un puesto como guardiamarina a bordo de la nave Resolution del Capitán James Cook durante su segundo viaje de exploración alrededor del mundo.
Durante este viaje, y encontrándose en Ciudad del Cabo, Burney recibió su primera comisión, como segundo teniente de la nave Adventure, la nave hermana de la Resolution, al mando del Capitán Tobias Furneaux en abril de 1773.
En enero de 1773, ambas naves cruzaron el círculo polar antártico, sin embargo quedan atrapadas durante varios días en el hielo. El viaje continuó al mar de Tasmania, cruzaron el estrecho entre la Isla Norte e Isla Sur de Nueva Zelanda, y desde allí navegan hasta Tahití y Tonga, regresando nuevamente hasta Nueva Zelanda. Navegan hacia el sur, hasta alcanzar la latitud 71.ºS. Luego recalaron en Isla de Pascua y Vanuatu y además reconocieron las Islas Marquesas, Nuevas Hébridas y Nueva Caledonia, volviendo una vez más a Nueva Zelanda.
En 1774, a su regreso a Inglaterra a través de la ruta del Cabo de Hornos, James Burney actuó como intérprete del príncipe Omai, el primer tahitiano en visitar Gran Bretaña.
Estuvo por un breve período de servicio frente a las costas de Norteamérica en el Cerberus, navegó junto al Capitán John Symons, con la flota de Cook en su tercer viaje de descubrimiento en 1776. Después de recalar en Tenerife, siguieron la ruta por ciudad del Cabo, siguieron hasta Tasmania, las Islas Tonga y Tahití. Llegan a las que llamaron islas Sándwich (Hawái) en enero de 1778. Desde allí alcanzaron las costas de Nutka (actual oeste de Canadá), Alaska y las islas Aleutianas hasta el Estrecho de Bering. Tras la muerte del Capitán Cook el 14 de febrero de 1779, estuvo a cargo continuar el trabajo de su superior, el Capitán Charles Clerke para traer la nave Discovery a casa y fue ascendido a comandante de la Discovery en octubre de 1780.
En noviembre de 1781 llevó al Latona hasta Noruega en reemplazo temporal del Capitán Lord Hugh Conway, estuvo al mando de esta nave durante tres meses, lo que le resultó ser un viaje infructuoso y frustrante.
En marzo de 1782, Burney volvió a poner en servicio la nave Bristol y tras haber sido nombrado capitán en junio de 1782, la salió con la flota para relevar a Gibraltar el 18 de octubre, y desde allí dirigió un convoy al puerto de Madrás, hoy llamado Chennai. Su trabajo fue acompañar y resguardar un grupo de barcos de la Compañía de las Indias Orientales.
El 19 de abril de 1783, diecinueve miembros de la tripulación del Bristol se encontraban entre las doscientas víctimas que perdieron la vida cuando explotó el barco Duke of Atholl, de la East India Company, camino a Madrás. Ese mismo año es acusado de desobediencia y de no haber mantenido una severa disciplina a bordo.
Posteriormente, el 20 de junio de 1783, la nave Bristol participó en la Batalla de Cuddalore contra la flota de Francia bajo el mando del Vicealmirante Sir Edward Hughes, donde hirieron a diez hombres de esta nave.
Fin de su carrera naval
En 1784 James Burney se enfermó y de se vio obligado a regresar a Inglaterra. Sin embargo, vuelve a comandar más tarde la nave Bristol, cargo naval que ocupó hasta el final de su carrera naval.
Tuvo un retiro forzado debido en parte a la insubordinación que tuvo el año 1783 y a su postura política abiertamente republicana. Se retiró a Mickleham en Surrey para convertirse en escritor.
Tras su retiro de la marina, James Burney se casó con Sarah Payne (1759-1832), hija de un librero, el 6 de septiembre de 1785, en Chaffington, Surrey. Tuvo con ella tres hijos, de los cuales una hija murió a la edad de siete años. En 1792 heredó una casa en James Street, en Londres.
Pocos años después, en 1798, dejó a su familia para vivir con su menor Sarah Harriet Burney (1772-1844) y sólo regreso con su esposa e hijos en 1803.
A la edad de setenta y un años, ya estando jubilado, recibió un ascenso en grado de Contralmirante en julio de 1821, gracias al apoyo del entonces Duque de Clarence, quien era en ese entonces almirante de la flota y más tarde sería conocido como Guillermo IV.
Sin embargo, el Contraalmirante James Burney murió repentinamente de un derrame cerebral en su casa de James Street, Londres, pocos meses más tarde de recibir su grado naval, el 17 de noviembre de 1821, a la edad de setenta y un años, gracias a la intervención del duque de Clarence, su cuerpo fue enterrado en el cementerio de St Margaret's, en Westminster.
Su carrera literaria
Después de su retiro forzado, Burney comenzó su segunda carrera como escritor. Su primer proyecto la narración de “Un viaje al mar del sur” y del motín que sufrió su amigo el Capitán William Bligh a bordo de la HMS Bounty, publicado en 1792.
Con el apoyo de Sir Joseph Banks, realiza su propio trabajo monumental en torno a la exploración, una historia cronológica de los descubrimientos en el Mar del Sur o el Océano Pacífico, publicado en cinco volúmenes desde 1803 hasta 1817. De igual forma, publica historias sobre el juego del silbato, los descubrimientos orientales de los rusos y la historia de los bucaneros.
En el año 1809, James Burney fue elegido como miembro de la Royal Society.
A lo largo de su vida, James contó entre sus amigos figuras literarias tan importantes como Samuel Johnson, Charles Lamb, William Hazlitt, Sir Joseph Banks y otros.

## Obra
- Whit Captain James Cook in the Antarctic and Pacific: The Private Journal of James Burney, Second Lieutenant of the Adventure on Cook's Second Voyage, 1772-1773
- Chronological History of the discoveries in the South Sea or the Pacific Ocean (1804) Parte 1 (1803) descargable (en inglés), Parte 2 (1806) descargable (en inglés), Parte 3 (1813) descargable (en inglés), Parte 4 (1816) descargable (en inglés), Parte 5 (1817) descargable (en inglés)
- A History of the Buccaneers of America (1816) Documento parcial (2012) descargable (en inglés) Documento completo (1891) descargable (en inglés)
- A Chonical History of the North-Eastern navigations of the Russians (1819) Documento completo (1819) descargable (en inglés)
- A Commentary on Systems which have been advances for explaining the Planetary Motions (1819) Documento completo (1819) descargable (en inglés)
- Memoir of the voyage of Entrecasteaux (1820) Documento completo (1820) descargable (en inglés)
- A Treatise of the Game of Whist (1823) Documento completo (1821) descargable (en inglés)

## Eponimia
- El Monte Burney ubicado en la Península Muñoz Gamero, en la región de Magallanes y de la Antártica Chilena, en el sur de Chile. El nombre de este volcán fue puesto por el capitán Phillip Parker King en 1829, en honor al Almirante James Burney pocos años después de su fallecimiento.